# Operación Gumbinnen-Goldap
La Operación Gumbinnen-Goldap (en ruso: Гумбиннен-Гольдапская операция) fue una operación ofensiva soviética durante la Segunda Guerra Mundial que se llevó a cabo del 16 al 30 de octubre de 1944. La operación fue el primer intento del general de ejército Iván Cherniajovski de irrumpir con el 3.er Frente Bielorruso en la Prusia Oriental a través de la frontera alemana. El objetivo de la operación era llegar a Königsberg a través de Gumbinnen. No se logró, pero las tropas soviéticas pudieron ya establecerse al este de Treuburg a través de Goldap y Darkehmen hasta Schirwindt en la zona fronteriza alemana.

## Despliegue y fuerza de tropas
Los ejércitos del 3.er Frente Bielorruso habían, tras el éxito de la Operación Bagration y tras la conclusión de la Operación Kaunas, avanzado hacia la Prusia oriental tomando además posiciones en la línea entre Augustów y Wilkowischken a principios de septiembre de 1944. Sin el 39.º Ejército (general Iván Liudnikov), que todavía participaba en la asedio de Memel (parte de la Ofensiva del Báltico) durante la primera quincena de octubre, el frente de Cherniajiovski tenía el 5.º, 28.º y 31.er Ejército y el 11.º Ejército de Guardias con un total de 404.500 hombres y 688 tanques a su disposición. El apoyo aéreo fue proporcionado por el 1.er Ejército Aéreo bajo el mando adjunto del general J. M. Nikolajenko.
Aunque fuesen adicionalmente puestos a disposición del 3.er Frente Bielorruso el 3.er Cuerpo de Caballería de la Guardia y el 7.º Cuerpo Mecanizado de la Guardia, estas unidades no participaron en la siguiente operación. Además, el 7.º Cuerpo Mecanizado de la Guardia se concentró al principio en la zona de Kaunas el 1 de noviembre. El ejército opuesto alemán, el 4.º Ejército (general de Infantería Friedrich Hoßbach) del Grupo de Ejércitos Centro tenía 5 cuerpos (15 divisiones y 2 brigadas de caballería) al comienzo de la operación y fue reforzado significativamente durante el transcurso de la misma. La frontera de Prusia Oriental ya había sido fortificada en previsión del acercamiento del Ejército Rojo. El ala derecha del 4.º Ejército alemán, que estaba situado frente al 50.º Ejército soviético, ubicado en el tramo de Narew y Bober entre Lomscha y Augustów, estaba comandado por el VI. y LV. Cuerpo de Ejército y no fue atacado durante la siguiente ofensiva.
En la principal zona de ataque estaba el XXVI. Cuerpo de Ejército alemán (general de Infantería Gerhard Matzky), que ocupó la sección norte del frente del XXVII. Cuerpo de Ejército (General Helmuth Prieß) poco antes del ataque soviético,  cuya sección se amplió en vez de eso más hacia el sur. Las tropas alemanas ya no podían reponerse con tropas de reemplazo y fueron reforzadas con las recién formadas divisiones Volksgrenadier, que no tenían experiencia de combate y que además tenían menos batallones que las divisiones de infantería anteriores.
El general del ejército Cherniajovski planeó liderar el avance principal desde el área de Wilkowischken hasta Gumbinnen (hoy Gúsev) y hacerlo con el 11.º Ejército de la Guardia (general Kuzma Galizki) y el 5.º Ejército (general Nikolái Krylov). Después de romper el frente alemán, el 2.º Cuerpo de Tanques de la Guardia (asignado al 11.º Ejército de la Guardia) se introduciría en la batalla y el 28.º Ejército (el teniente general Aleksandr Luchinski) forzaría el avance hacia Königsberg. El 39.º y 31.er Ejército tendrían el deber de asegurar los flancos y brindar apoyo en esta operación. Una vez iniciada la operación, el plan resultó ser demasiado grande y no se implementó.

## La batalla

### La ofensiva soviética
El 16 de octubre empezó la esperada ofensiva del 11.º Ejército de la Guardia. Comenzó a las 9:30 horas con un intenso fuego de artillería contra el ala norte del 4.º Ejército a ambos lados de la carretera Wilkowischken-Gumbinnen. A las 11:00 horas terminó la fase final de la preparación de artillería. Luego tuvo lugar el ataque del 8.º Cuerpo de Fusileros de la Guardia (teniente general M. N. Sawadowski) y del 16.º Cuerpo de Fusileros de la Guardia (teniente general S. S.  Guriev). El primer escuadrón de ataque: 5.ª, 26.ª, 31.ª y 84.ª, en el segundo encuentro el 83.ª y 11.ª División de la Guardia habían tomado su posición de ataque a unos 200-250 metros de la principal línea de batalla alemana, cuatro divisiones más (1.ª, 5.ª, 16.ª y 18.ª Divisiones de la Guardia) la siguieron como un segundo escuadrón de ataque. En el ala izquierda del ejército estaba el 36.º Cuerpo de Fusileros de la Guardia al mando del general J. W. Rysckow que se dirigía hacia Dobilin. El ataque en el ala norte fue acompañado por el 65.º Cuerpo de Fusileros de la Guardia (mayor general G. N. Perekrestov) del 5.º Ejército, en el sur atacó el 31.er Ejército (general Shafranov) contra las posiciones del 131.ª División de Infantería alemana.
Las primeras roturas se produjeron en el Regimiento de Granaderos 1097 de la 549.ª División Volksgrenadier (mayor general Jank) y en el Regimiento de Granaderos 1141 y 1142 de la 561.ª División Volksgrenadier (mayor general Gorn). A causa de ello las tropas alemanas tuvieron que retirarse a una primera línea intermedia. Las tropas soviéticas encontraron entonces una fuerte resistencia y necesitaron por ello varios días para romper las siguientes defensas tácticas.
El frente del XXVI. Cuerpo de Ejército alemán ya no podía mantenerse después del avance soviético en el sur de Wirballen  y se retiró por ello gradualmente detrás del Pissa, pero los éxitos de la ofensiva soviética no estuvieron a la altura de las expectativas de Chernajovski. El 18 de octubre, las tropas del 11.º Ejército de la Guardia cruzaron la frontera alemana en la zona al sur de Eydtkuhnen. El 20 de octubre el 2.º Cuerpo de Tanques de la Guardia bajo el mando del mayor general Burdejnj intervino en la batalla y fue apoyado por el 11.ª División de Fusileros de la Guardia. Mientras que hasta entonces el foco de los ataques estaba en el norte de la carretera a Gumbinnen, ahora se trasladó al sur, a Angerapp. En el ala izquierda del 11.º Ejército de la Guardia cruzó el 36.º Cuerpo de Fusileros de la Guardia el Rominte y comenzó el ataque a Goldap.

### La contraofensiva alemana
Para el 4.º Ejército alemán existía el riesgo, con la inminente pérdida de Gumbinnen, de que el Ejército Rojo tuviera la oportunidad de penetrar directamente hacia Königsberg. Para evitar este desarrollo, el 4.º Ejército lanzó un contraataque contra el 2.º Cuerpo de Tanques de la Guardia soviético, que había irrumpido en Nemmersdorf. Para ello se incorporaron como refuerzos 2 Divisiones Panzer y nuevas unidades de infantería para poder iniciar inmediatamente ese contraataque. Dos grupos separados tenían la tarea de atacar a ambos lados del Rominte desde el norte y desde el sur hasta Großwaltersdorf para aislar y destruir las tropas del 2.º Cuerpo de Tanques de la Guardia soviética y del 8.º Cuerpo de Fusilero. Partes de la 5.ª División Panzer (coronel Rudolf Lippert) y de la División Panzer Paracaidista Hermann Göring (mayor general von Necker) lograron avanzar desde el área de Gumbinnen hacia el sur alrededor de 4 a 6 km, pero no pudieron llegar a Großwaltersdorf. La brigada de granaderos del Führer (coronel Kahler ), que estaba desplegada desde el sur a través de Daken hacia el norte, llegó al mismo tiempo a la ciudad de Tellrode. El 11° Ejército de la Guardia quería continuar su ofensiva hacia el oeste y se encontraba el 22 de octubre frente a Gumbinnen y Nemmersdorf, donde se libraron duros enfrentamientos en la batalla por la Línea Angerapp, en las que se utilizaron también unidades del Volkssturm.
El 21 de octubre, por orden del general de ejército Cherniajovski, el 3.er. Cuerpo de Fusileros de la Guardia (general de división Alexander Petrov) del 28.º Ejército entró en batalla en el sector del agotado 8.º Cuerpo de Fusileros. El 128.º y el 20.º Cuerpo de Fusileros del 28.º Ejército fueron desplegados para apoyar la ofensiva del 65.º Cuerpo de Fusileros se formó en la sección del 5.º Ejército para reforzar el 65.º Cuerpo de Fusileros en dirección a Ebenrode (Stallupönen). En el ala derecha del 45.º Cuerpo de Fusileros se añadió también el 159.º Cuerpo de Tanques del 1.º Cuerpo Panzer que fue proporcionado por el 1.er. Frente Báltico (teniente general W. W. Butkow) y que fue también correspondientemente utilizado.
El 22 de octubre el 36.º Cuerpo de Fusileros conquistó en la ala izquierda del 11.º Ejército de la Guardia la ciudad de Goldap. Aquí la 50.ª División de Infantería (general de División Georg Haus), que pertenecía al VI. Cuerpo de Ejército y otras partes de la 5.ª División Panzer contraatacaron. Se produjeron más contraataques alemanes en las aldeas de Grünweiden y Weidengrund contra otras partes del 11.º. Ejército de Guardias, que finalmente recibió la orden de retirarse.

### La fase final
Aunque el 11.º Ejército de la Guardia logró impedir la operación de cerco alemana, existía el peligro de que nuevas divisiones de tanques alemanas pudieran continuar la contraofensiva. Por lo tanto, el 22 de octubre, Cherniajovski ordenó al general Galizki que detuviera la ofensiva hacia Gumbinnen y se concentrara en destruir las unidades de tanques alemanas cerca de Großwaltersdorf. Finalmente, el día 23 de octubre, Cherniajovski decidió retirar las tropas del 11.º Ejército de la Guardia a unos 15 kilómetros detrás del Rominte. La razón fue que el cuartel general del Comando Supremo (STAWKA) necesitaba más refuerzos para el 4.º Ejército. La ofensiva del 1.er Frente Báltico, que tenía que apoyar al 3.er Frente Báltico desde el norte también fue cancelada, lo que dio al Alto Mando de la Wehrmacht la oportunidad de reubicar varias unidades allí contra el 3.er Frente Bielorruso. En la noche del 23 al 24 de octubre, las tropas del 11.º Ejército de la Guardia y el 2.º Cuerpo de Tanques de la Guardia se retiraron detrás del Rominte.
Sin embargo, el 31.er Ejército (desplegado al sur del 11.º Ejército de la Guardia) y el 28.º Ejército continuaron la ofensiva hasta el 26 de octubre. El 5.º Ejército soviético empujó al 1.ª División de Infantería (teniente general Schittnig ) hacia Schloßberg (distrito de Pilllallen). El 25 de octubre Stallupönen fue conquistado por el 28.º Ejército.
A partir del 26 de octubre el 4.º Ejército fue significativamente fortalecido. Por lo tanto, la operación fue detenida por las tropas soviéticas el 30 de octubre. Otro contraataque de la 50.ª División de Infantería y de la 5.ª División Panzer pudo dentro del ámbito del XXXIX. Cuerpo Panzer (general Karl Decker) recuperar la ciudad perdida de Goldap en los combates entre el 2 y el 4 de noviembre; el frente discurría entonces directamente por el extremo oriental de la ciudad.

## Consecuencias
Las tropas del 3.er Frente Bielorruso perdió 16.819 hombres durante la operación y 62.708 resultaron heridos, así como 127 tanques y cañones autopropulsados. Aún así ocuparon más de 2.000 km² de zona fronteriza fuertemente fortificada de Prusia Oriental.  Solo el 11.º Ejército de la Guardia capturó 187 cañones y morteros y tomó más de 1.000 prisioneros; el 5.º Ejército tomó 129 armas y 1.366 prisioneros. Según información soviética, el 4.º Ejército alemán perdió unos 40.000 hombres. Para repeler los ataques soviéticos, los alemanes tuvieron que trasladar varias divisiones de Polonia a Prusia Oriental, debilitando así la defensa del frente del Vístula.
Por primera vez durante la Segunda Guerra Mundial, al mismo tiempo que los éxitos del 1.er Frente Báltico (general de ejército Baghramián) en la sección de Memel, se ocupó territorio imperial alemán; la propaganda alemana intentó restar importancia a esta situación desmoralizadora para la población restando para ello la importancia del éxito soviético. Se disuadió deliberadamente a la población, que ya vivía en la zona de guerra, de huir para no desmotivar al resto de la población. La retirada táctica del 11.º Ejército de la Guardia se detuvo de nuevo después de 15-18 km; se adoptaron posiciones más favorables para llevar a cabo la reorganización de las unidades. El 2.º Cuerpo de Tanque de la Guardia perdió algunas docenas de tanques durante los días 22 y 23 de octubre. En la masacre de Nemmersdorf murieron alrededor de 20 civiles; el hecho fue aprovechado por la propaganda alemana para convencer a la población a hacer una resistencia férrea; el número de víctimas se infló para ello dos veces.
La operación Gumbinnen-Goldaper demostró que para conquistar Prusia Oriental era necesario utilizar unidades más fuertes y se necesitaría sobre todo más artillería pesada. Durante la segunda ofensiva del 3.er Frente Ucraniano, las defensas alemanas fueron finalmente rotas a mediados de enero de 1945 en la batalla de Prusia Oriental.